# بوریس شلکوونیکوف
بوریس مارتینویچ شلکوونیکوف (ارمنی: Բեհբուտ Մարտիրոսի (Բորիս Մարտինովիչ) Շելկովնիկով (Շելկովնիկյան, Մետաքսյան); روسی: Борис Мартынович Шелковников؛ زاده ۱۸۳۷ – درگذشته ۱۰ فوریه ۱۸۷۸ (۴۰−۴۱ سال)) ژنرال روس ارتش امپراتوری بود.

## زندگی‌نامه
وی در خانواده سرشناس و قدیمی ارمنی در نوخا (شکی، جمهوری آذربایجان کنونی) به دنیا آمد. وی در جنگ کریمه شرکت نمود. در سال ۱۸۶۵ در قفقاز شمالی و در سال ۱۸۷۶ به عنوان فرمانده منطقه دریای سیاه منصوب شد. در جریان جنگ روسیه و عثمانی (۱۸۷۷–۱۸۷۸)، بوریس شلکوونیکوف قوای ترک در هنگام تهاجمشان به سوچی متوقف نمود و در یک نبرد در نزدیکی آلادژی پس از شکست دادن قوای احمد مختار پاشا، آبخاز را گرفت. در روز ۲۷ اکتبر ۱۸۷۷ نشان درجه سوم سنت جرج به خاطر پیروزیش در آلادژی به وی اعطا گردید. دیویزون شلکوونیکوف پس از دیدار با هوهانس لازاریان توانستند پس از حرکت به سوی خطوط ارتش ترکیه در روز ۲ اکتبر استان ارزروم را بگیرند. وی فرماندار منطقه ارزروم پس از اشتغال آن توسط قوای روس بود. اما به زودی به بیماری تیفوس مبتلا گشت و در ۱۰ فوریه ۱۸۷۸ درگذشت.